# Alex van Thiel

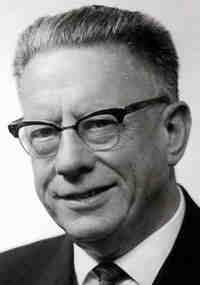
Alex van Thiel

Alexander Gijsbertus Theresia Ghislaine (Alex) van Thiel (Beek en Donk, 1895 – Utrecht, 1970) was een Nederlands industrieel gevestigd te Beek en Donk. Hij was een nazaat van de Nederlandse fabrikantenfamilie Van Thiel. 

## Leven als industrieel
Alex van Thiel was een nationale grootheid op het gebied van de draadindustrie. Hij wist als directeur van NV Van Thiels Draadindustrie (tegenwoordig Thibo genaamd) zijn bedrijf uit te bouwen tot de grootste draadnagelfabriek van Nederland, met dochterondernemingen in Zuid-Afrika, België en het Verenigd Koninkrijk. De fabriek, gelegen aan de Zuid-Willemsvaart te Beek en Donk was, onder leiding van Van Thiel, verantwoordelijk voor innovaties in de Nederlandse metaalindustrie. Zo werd er in 1956 het eerste gepuntlaste bewapeningsnet in Nederland geproduceerd. In de hoogtijdagen zette het bedrijf meer dan 1 miljoen kilo metaal om per week. Van Thiel werd gekenmerkt door een ruimhartig personeelsbeleid. Bij zijn 50-jarig jubileum schonk hij ieder van zijn 500 personeelsleden obligaties van 75 gulden per stuk.
Naast zijn werk voor de nv zette Van Thiel zich jarenlang in voor de bevordering van de draadindustrie in Nederland als voorzitter van de Nederlandse draadindustrie-notabelen.

## Onderscheidingen
Van Thiel was zowel officier in de Orde van Oranje-Nassau als in de Belgische koninklijke Kroonorde. In 1955 werd Van Thiel op voordracht van de paus geëerd als ridder in de Orde van de Heilige Gregorius de Grote voor degenen die zich bijzonder verdienstelijk hebben gemaakt voor kerk en maatschappij.